# Hiroshi Yoshizawa
Hiroshi Yoshizawa (jap. 吉沢広司 Yoshizawa Hiroshi; ur. 5 maja 1931, zm. 7 kwietnia 2013) – japoński skoczek narciarski i kombinator norweski, olimpijczyk związany z klubem narciarskim przy Waseda University/Dowa Mining Co.
W 1952 wystartował w igrzyskach olimpijskich w Oslo. Po skokach na odległość 59,5 oraz 56,5 na skoczni K-72 zajął 36. miejsce w zawodach. Później wziął udział w Festiwalu Skoków Narciarskich Holmenkollen i zajął w nim 66. miejsce. W 1954 wystartował w mistrzostwach świata w Falun. Zajął 46. miejsce po skokach na odległość 70 i 72,5 metra.
Dwa lata później wziął udział w igrzyskach w Cortinie d’Ampezzo. Po pierwszej serii konkursu olimpijskiego na skoczni K-80 zajmował dziewiąte miejsce po skoku na odległość 80,5 metra. W drugiej serii uzyskał 74 metry, co przesunęło go na 13. miejsce w łącznej klasyfikacji zawodów. Yoshizawa wystartował także w olimpijskich zawodach kombinacji norweskiej. Po serii skoków zajmował piąte miejsce, lecz musiał wycofać się z biegu na 15 kilometrów z bliżej nieznanych przyczyn.
Ostatnim znanym europejskim występem Yoshizawy było 24. miejsce w Festiwalu Skoków Holmenkollen w 1957 roku. Osiągał sukcesy w zawodach krajowych – czterokrotnie został mistrzem Japonii w skokach (w latach 1953, 1955, 1958 oraz 1960).